# Alfred Carlton Gilbert
Alfred Carlton Gilbert (Oregón, Estados Unidos, 15 de febrero de 1884-Boston, 24 de enero de 1961) fue un atleta especializado en salto con pértiga, prueba en la que llegó a ser campeón olímpico en las Olimpiadas de Londres 1908.

## Olimpiadas de Londres 1908
En la prueba de salto con pértiga, consiguió saltar por encima de 3.71 metros, al igual que su compatriota Edward Cooke, así que ambos fueron galardonados con la medalla de oro: Nadie obtuvo la plata, y tres atletas obtuvieron la medalla de bronce: el canadiense Edward Archibald, el sueco Bruno Söderström y el también estadounidense Charles Jacobs.